# Bunchosia guadalajarensis
Bunchosia guadalajarensis är en tvåhjärtbladig växtart som beskrevs av S. Wats.. Bunchosia guadalajarensis ingår i släktet Bunchosia och familjen Malpighiaceae. Inga underarter finns listade i Catalogue of Life.